# アローン・アゲイン (アンディ・ウィリアムスのアルバム)
| 専門評論家によるレビュー | 専門評論家によるレビュー |
| レビュー・スコア         | レビュー・スコア         |
| 出典                     | 評価                     |
| ------------------------ | ------------------------ |
| Allmusic                 | [ 4 ]                    |
| ビルボード               | Spotlight Pick           |

『アローン・アゲイン』(Alone Again (Naturally)) は、1972年9月にコロムビア・レコードから発売された、アメリカ合衆国のポップ歌手アンディ・ウィリアムスの30枚目のスタジオ・アルバムで、もっぱら他の歌手によって歌われていた曲を収録した。イギリスでリリースされた際には『The First Time Ever (I Saw Your Face)』というアルバム名とされ、収録曲のうち3曲が差し替えられ、シングル盤としてリリースされていた「フー・ワズ・イット (Who Was It?)」と「小さな愛のワルツ (Marmalade, Molasses & Honey)」、アメリカ合衆国ではアナログ盤としてはリリースされなかった「気儘な女 (If You're Gonna Break Another Heart)」が収められた。
『ビルボード』誌のLP盤とテープによるアルバムのチャートである Billboard 200 には、1972年9月30日付で初登場し、18週チャートに留まり、最高86位に達した。
このアルバムからリリースされたウィリアムスのシングルは、「遥かなる面影 (Home Lovin' Man)」だけであり、この曲はいち早く1970年に『ビルボード』誌のイージーリスニング（後の Adult Contemporary）のトップ40のチャートで、最高10位に入っていた。この曲はイギリスでは、年末に全英シングル・チャートの7位に達した。ウィリアムスのLPが北アメリカ市場で発売されると、収録されたのと同じ内容のシングル盤が、1972年11月4日付の『ビルボード』誌のイージーリスニング・チャートに再登場し、5週にわたってチャートに留まり、最高27位に達した。
アルバム『アローン・アゲイン』が最初にCD化されたのは2002年2月19日で、1973年秋にコロムビア・レコードから出された『Solitaire』とともに2枚のアルバムを1枚のCDに収録する形で、コレクタブルズ・レコードによるリリースであった。コレクタブルズ・レコードは、このCDを、ウィリアムスのスタジオ・アルバム15枚分を収録したボックス・セット『Classic Album Collection, Vol. 2』の1枚とし、2002年11月29日に発売した。2003年には、ソニー・ミュージック・ディストリビューションが、『The First Time Ever (I Saw Your Face)』を『Solitaire』と組み合わせた1枚のCDとして発売した。

## 評価
『ビルボード』誌の小売業者向けの短評 (capsule review) は、「今の強力なヒット曲に自分らしさを加えた、ウィリアムスのチャート注目作をお見逃しなく (Chalk up another important chart item for Williams as he takes on some strong hits of today and adds his own fine touches to them)」と述べている。収録曲の中には、特に言及されたものがあった。「タイトル曲に加え、「恋人は何処に」、「ソング・サング・ブルー」、「アメイジング・グレイス」、「アイ・ニード・ユー」でもウィリアムスは特別な趣を出している。「ザ・ロング・アンド・ワインディング・ロード」もまた宝石のような仕上がりだ。(Along with the title tune, Williams delivers exceptional readings of 'Where Is the Love', 'Song Sung Blue', 'Amazing Grace' and 'I Need You'. His treatment of 'The Long and Winding Road' is also a gem.)」とされた。

## トラックリスト

### 北アメリカ盤
収録曲は日本盤と同じであるが、以下では曲名の表記は日本語で一般的なものを優先し、日本語盤における表記と異なる場合は括弧書きで併記する。
Side one
1. ピーセス・オヴ・エイプリル (Pieces of April)（デイヴ・ロギンス）– 3:36
2. デイ・バイ・デイ（『ゴッドスペル』より） (Day by Day" from Godspell)（スティーヴン・シュワルツ（英語版））– 3:11
3. 恋人は何処に（恋人はどこに） (Where Is the Love)（ラルフ・マクドナルド、ウィリアム・ソルター）– 2:34
4. イフ・アイ・クッド・ゴー・バック（『失われた地平線』より） (If I Could Go Back from Lost Horizon (1973))（バート・バカラック、ハル・デヴィッド）– 4:28
5. アイ・ニード・ユー (I Need You)（ジェリー・ベックリー（英語版））– 2:58

Side two
1. アローン・アゲイン (Alone Again (Naturally))（ギルバート・オサリヴァン）– 4:04
2. 愛は面影の中に (The First Time Ever (I Saw Your Face))（イーワン・マッコール（英語版））– 3:19
3. ソング・サング・ブルー (Song Sung Blue)（ニール・ダイアモンド）– 3:05
4. 遥かなる面影 (Home Lovin' Man)（ロジャー・クック（英語版）、ロジャー・グリーナウェイ（英語版）、トニー・マコーレー（英語版））– 3:10
5. ザ・ロング・アンド・ワインディング・ロード (The Long and Winding Road)（ジョン・レノン、ポール・マッカートニー）– 3:18
6. アメイジング・グレイス（至上の愛） (Amazing Grace)（ジョン・ニュートン）– 3:27

### イギリス盤
Side one
1. 愛は面影の中に (The First Time Ever (I Saw Your Face))（マッコール）– 3:19
2. ピーセス・オヴ・エイプリル (Pieces of April)（ロギンス）– 3:36
3. デイ・バイ・デイ (Day by Day)（シュワルツ）– 3:11
4. 恋人は何処に（恋人はどこに）(Where Is the Love)（マクドナルド、ソルター）– 2:34
5. イフ・アイ・クッド・ゴー・バック (If I Could Go Back)（バカラック、デヴィッド）– 4:28

Side two
1. アイ・ニード・ユー (I Need You)（ベックリー）– 2:58
2. アローン・アゲイン (Alone Again (Naturally))（オサリバン）– 4:04
3. ソング・サング・ブルー (Song Sung Blue)（ダイアモンド）– 3:05
4. フー・ワズ・イット (Who Was It?)（オサリバン）– 2:50
5. 小さな愛のワルツ（『ロイ・ビーン』より） (Marmalade, Molasses & Honey from The Life and Times of Judge Roy Bean)（アラン・アンド・マリリン・バーグマン（英語版）、モーリス・ジャール）– 3:40
6. 気儘な女 (If You're Gonna Break Another Heart)（アルバート・ハモンド、マイク・ヘイズルウッド（英語版））– 2:29

### 日本盤
収録曲は北アメリカ盤と同じであるが、以下では曲名の表記を日本語盤におけるもので示す。
SIDE A
1. ピーセス・オヴ・エイプリル
2. デイ・バイ・デイ
3. 恋人はどこに
4. イフ・アイ・クッド・ゴー・バック
5. アイ・ニード・ユー

SIDE B
1. アローン・アゲイン
2. 愛は面影の中に
3. ソング・サング・ブルー
4. 遥かなる面影
5. ザ・ロング・アンド・ワインディング・ロード
6. 至上の愛

## 収録日
- 1970年8月29日 – 遥かなる面影[1]
- 1972年6月12日 – アイ・ニード・ユー、愛は面影の中に[2]
- 1972年6月13日 – アローン・アゲイン、ザ・ロング・アンド・ワインディング・ロード、アメイジング・グレイス[2]
- 1972年7月18日 – ピーセス・オヴ・エイプリル、デイ・バイ・デイ、恋人は何処に、イフ・アイ・クッド・ゴー・バック[2]
- 1972年 – ソング・サング・ブルー[2]
- 1972年9月16日 – フー・ワズ・イット[3]

## 収録曲について
スリー・ドッグ・ナイトの「ピーセス・オヴ・エイプリル」は、『ビルボード』誌の Billboard Hot 100（以下、「ポップ・チャート」）で最高19位となり、同誌のイージーリスニング・チャートでは6位に達した。ミュージカル『ゴッドスペル』のオリジナル・キャスト・アルバムに収録された「デイ・バイ・デイ」はポップ・チャートで最高13位になり、イージーリスニングでは8位となった。ロバータ・フラックとダニー・ハサウェイのデュエット曲「恋人は何処に」はポップ・チャートで最高5位、全英シングルチャートでは29位となり、1週だけだったがイージーリスニング・チャートでも、R&Bチャートでも首位にも立った。このシングルは、アメリカレコード協会 (RIAA) からゴールドディスクに認定され、フラックとハサウェイは第15回グラミー賞において最優秀ポップ・ボーカル賞（デュオ、グループ、コーラス）を獲得した。「イフ・アイ・クッド・ゴー・バック」は、1973年にリメイクされた映画『失われた地平線』のために書かれた曲である。
バンドであるアメリカは、「アイ・ニード・ユー」でポップ・チャートの9位、イージーリスニング・チャートの7位まで上昇した。ギルバート・オサリバンの「アローン・アゲイン」は、全英シングルチャートで最高3位となり、『ビルボード』誌のポップ・チャートや、イージーリスニング・チャートで、6週にわたって首位に立った。この曲もRIAAからゴールドディスクに認定された。ロバータ・フラックの「愛は面影の中に」は、ポップ・チャートとイージーリスニング・チャートの首位に6週にわたって留まり、R＆Bチャートでも最高4位まで上昇し、さらに全英シングル・チャートでは14位となった。RIAAによるゴールドディスクの認定に加え、第15回グラミー賞においてフロックにレコード・オブ・ザ・イヤーを、ソングライターのイーワン・マッコールにソング・オブ・ザ・イヤーをもたらした。
ニール・ダイアモンドの「ソング・サング・ブルー」は、『ビルボード』誌のポップ・チャートで1週首位に立ち、イージーリスニング・チャートでは7週首位にとどまって、イギリスでも14位まで上昇し、RIAAによるゴールドディスクの認定を受けた。ビートルズの「ザ・ロング・アンド・ワインディング・ロード」は、ポップ・チャートの首位に2週立ち、イージーリスニング・チャートでも1週だけ最高2位に達して、ゴールドディスクとプラチナディスクの認定を受けた。ジュディ・コリンズの「アメイジング・グレイス」はポップ・チャートで15位、イージーリスニングで5位、イギリスで5位となった。この伝統的な賛美曲は、ロイヤル・スコッツ近衛竜騎兵（ロイヤル・スコッツ・ドラグーン・ガーズ）のバグパイプと太鼓の軍楽隊 (The Pipes and Drums and the Military Band) のデビュー・シングルとして発表されたインストゥルメンタル演奏が、イギリスで5週にわたり首位にとどまり、合衆国でもポップ・チャートでも11位まで上昇し、イージーリスニングで9位に達した。
ハリケーン・スミスの「フー・ワズ・イット」は全英シングルチャートで23位となり、ポップ・チャートでも49位、イージーリスニングで12位に達した。1972年の映画『ロイ・ビーン』の挿入歌としてウィリアムスが歌った「小さな愛のワルツ」は、第45回アカデミー賞で歌曲賞にノミネートされた。「If You're Gonna Break Another Heart」は、キャス・エリオットが1972年のアルバム『The Road Is No Place for a Lady』に収録し、アルバート・ハモンドが曲名を「気儘な女 (If You Gotta Break Another Heart)」と変えて1973年のアルバム『カリフォルニアの青い空 (It Never Rains in Southern California)』に収録した曲である。

## パーソネル
オリジナル・アルバムのライナーノーツによる。
- アンディ・ウィリアムス - ボーカル
- ディック・グラサー（英語版） - プロデューサー
- アル・キャップス（英語版） - 編曲/指揮（特記のないもの）
- アーティー・バトラー（英語版） - 編曲/指揮（「遥かなる面影 (Home Lovin' Man)」）
- エリック・プレスティッジ (Eric Prestidge) - リミックス・エンジニア
- マイク・ロス＝トレヴァー (Mike Ross-Trevor) - ロンドンにおけるレコーディング・エンジニア
- ラファエル・O・ヴァレンティン (Rafael O. Valentin) - レコーディング・エンジニア
- トム・バート (Tom Bert) - バック・カバーの写真
- キーツ・タイラー (Keats Tyler) - フロント・カバーの写真